# Полений Авспекс
Полений Авспекс (на латински: Pollenius Auspex minor) е политик и сенатор на Римската империя през края на 2 век.
Вероятно е син на Полений Авспекс (суфетконсул 170 г. при Марк Аврелий).
През 193/194 – 195 г. той е управител на провинция Долна Мизия.
По времето на император Комод той е суфектконсул.
Осиновява вероятно Тиберий Полений Армений Перегрин (консул 244 г.), който е роден син на Луций Армений Перегрин, (претор и арвалски брат през 213 г.) и е баща на Поления Хонората.